# Liguilla Pre-Libertadores de América de 1987
La Liguilla Pre-Libertadores de América de 1987 fue la novena edición del Torneo Liguilla Pre-Libertadores de América, correspondiente a la temporada 1987 del fútbol uruguayo. A pesar de ello, el torneo se disputó durante enero de 1988, tal cual era habitual.
La función del torneo era encontrar a los equipos clasificados para la próxima edición de la Copa Libertadores de América. Por primera vez, el Montevideo Wanderers logró el título de la competición.

## Participantes
A la Liguilla clasificaban los 6 mejores ubicados del campeonato uruguayo. En esta edición, no participó el Club Atlético Peñarol debido a que era el campeón de la Copa Libertadores 1987, por lo tanto ya estaba clasificado a la próxima Copa Libertadores. Peñarol finalizó octavo en el Uruguayo y no hubiera clasificado a la Liguilla.
Los clasificados fueron los 6 mejor posicionados del Uruguayo: Defensor, Nacional, Bella Vista, River Plate, Montevideo Wanderers y Progreso (en ese orden).

## Posiciones
| Puesto | Equipo      | Pts | PJ | PG | PE | PP | GF | GC | Dif |
| ------ | ----------- | --- | -- | -- | -- | -- | -- | -- | --- |
| 1°     | Wanderers   | 8   | 5  | 3  | 2  | 0  | 5  | 1  | 4   |
| 2°     | Nacional    | 6   | 5  | 2  | 2  | 1  | 7  | 5  | 2   |
| 3°     | Bella Vista | 6   | 5  | 2  | 2  | 1  | 7  | 6  | 1   |
| 4°     | Defensor    | 5   | 5  | 1  | 3  | 1  | 4  | 4  | 0   |
| 5°     | River Plate | 5   | 5  | 1  | 3  | 1  | 10 | 7  | 3   |
| 6°     | Progreso    | 0   | 5  | 0  | 0  | 5  | 4  | 14 | -10 |

|  | Campeón.                                             |
|  | Clasifica al repechaje por la segunda clasificación. |

| Uruguay                                      |
| Campeón Liguilla 1987 Wanderers 1.er título. |

### Desempate por la segunda clasificación
Nacional, como segundo de la Liguilla, y Defensor, que era el campeón uruguayo y por lo tanto tenía derecho a esta repesca en caso de no clasificar a la Libertadores, definieron la segunda clasificación.
|  | Nacional | 2:0 | Defensor |  |  |

Nacional segundo clasificado a la Copa Libertadores 1988.

## Clasificados a laCopa Libertadores 1988
- Wanderers
- Nacional
- Peñarol (campeón de la Copa Libertadores 1987)